# 화스쿠이

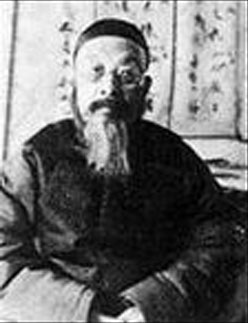
화스쿠이

화스쿠이(华世奎, 1863년 ~ 1942년)는 중국의 서예가이다.